# المفرق (العدين)

تعديل مصدري - تعديل

المفرق محلة تابعة لقرية صنيد الشرقي، التابعة لعزلة صنيد الشرقي بمديرية العدين إحدى مديريات محافظة إب في الجمهورية اليمنية، بلغ تعداد سكانها 40 حسب تعداد اليمن لعام 2004.